# XM133 Minigun
XM133 Minigun — шестиствольний кулемет системи Гатлінга. Зброя мала газовідвідну автоматику на відміну від M134 Minigun. Темп стрільби становив 3000 постр/хв, але в серію не увійшов.
XM133 мав газовідвідну автоматику. Кулемет був схожий на M134, але стволи мали отвори які приєднувалися до поршневого приводу в центрі зброї.